# August Corda
August Carl Joseph Corda [Korda] (22. října 1809 Liberec – září 1849) byl český mykolog a fytopaleontolog a zakladatel české vědecké ilustrace. Jeho jméno nesou například kordaity (Cordaitales) – nahosemenné rostliny permu.

## Život a dílo
V mládí osiřel a vychovávala ho babička a po její smrti strýc Vojtěch v Praze. Zde studoval po tři roky lyceum a od šestnácti let navštěvoval přednášky z fyziky, chemie, mineralogie a botaniky na Polytechnickém institutu. Po ukončení lycea roku 1827 po nějakou dobu pracoval jako lékárník. Profesor Cipr ho přivedl do Vlasteneckého muzea, kde se Corda začal věnovat studiu nižších rostlin. Na doporučení profesora Krombholze roku 1829 vstoupil do chirurgického kursu. Krombholz, který se věnoval také mykologii, si všiml Cordova talentu, věnoval mu mikroskop a zadal kreslení mikroskopických preparátů. Corda ještě před dosažením věku 20 let začal uveřejňovat své kresby mikroskopických objektů v německých odborných časopisech. Přesnost jeho kreseb mechů, hub a plísní vzbudila obdiv a začal být známý v přírodovědných kruzích. Spřátelil se s botanikem Kurtem Sprengelem.
Za velké evropské epidemie cholery roku 1831 pracoval jako lékař. Zúčastnil se sjezdu přírodovědců ve Vratislavi a odtud odjel studovat do Berlína, kde se seznámil s Alexanderem von Humboldtem. Ten Cordu představil v berlínské Akademii a věnoval mu svůj vlastní mikroskop. Za pobytu v Karlových Varech Corda zakreslil rozsivky žijící v tamních teplých pramenech.
Roku 1835 získal existenční jistotu, když mu Kašpar Maria hrabě ze Šternberka nabídl funkci kustoda živočišných sbírek v tehdejším Vlasteneckém muzeu s platem 400 zlatých ročně. V té době se věnoval také dokumentaci paleontologických nálezů ze Šternberkových dolů v Radnici, které popisoval profesor Karel Bořivoj Presl.
Jeho největší mykologická díla o drobných mikroskopických houbách – šestisvazkové „Icones fungorum hucusque cognitorum“ (1837-1842) a „Prachtflora europäischer Schimmelbildungen“ (1839) – byla napsána na půdě muzea. Materiál, podle něhož Corda popsal velký počet nových druhů hub, je jedním z nejcennějších fondů mykologického oddělení Národního muzea.
Na druhou stranu monografie o trilobitech, kterou vydal v roce 1847 společně s Ignazem Hawlem (a která patrně měla konkurovat Barrandovu dílu), byla značně nepovedená. Mnoho jejích omylů bylo brzy vyvráceno Barrandem a dalšími paleontology. Po autorovi však zůstaly desítky názvů trilobitů díky tomu, že je popsal (byť chybně) jako první.
Roku 1848 mu hrabě Coloredo-Mansfeld nabídl aby se zúčastnil přírodovědecké expedice do Severní Ameriky. Skonal předčasně, když se vracel na lodi Victoria se sbírkami shromážděnými na území Texasu v září roku 1849. Po Cordovi se mykologií v Národním muzeu nikdo dlouho soustavně nezabýval.

### Odborné publikace (výběr)
- August Karl Joseph Corda, Icones Fungorum hucusque cognitorum (1837 – 1854)
- August Karl Joseph Corda, Johann Baptist Zobel, Icones Fungorum hucusque cognitorum, New York, Wheldon & Wesley & Hafner, 1963.
- August Karl Joseph Corda, Observations microscopiques sur les animalcules des eaux et des thermes de Carlsbad, S.l. (Prag.), s.a. 1835
- August Karl Joseph Corda, Beiträge zur Lehre von der Befruchtung der Pflanzen, Stuttgart cca 1835
- August Karl Joseph Corda, Mykologische Beobachtungen. Prague, 1836, 1837.
- August Karl Joseph Corda, Die webe- u. filzbaren Fasern organischen Ursprungs. II: Die Wolle, III: Die Haare ?, 183?
- August Karl Joseph Corda, Pracht-flora europäischer Schimmelbildungen, Leipzig, 1839
- August Carl Joseph Corda, Anleitung Zum Studium Der Mycologie: Nebst Kritischer Beschreibung Aller Bekannten Gattungen, Und Einer Kurzen Geschichte Der Systematik (1842) (German Edition, September 10, 2010)
- August Karl Joseph Corda, Beiträge zur Flora der Vorwelt, Prag 1845
- A J C Corda; Jakob Sturm, Deutschlands Jungermannien, Nurnberg : Jacob Sturm, 1830-1835
- Ignaz Hawle; A J C Corda, Prodrom einer Monographie der böhmischen Trilobiten, Prag : J.G. Calve'sche Buchhandlung, 1847.

## Zajímavost
Jméno Augusta Cordy bylo umístěno pod okny Národního muzea v Praze spolu s mnoha dalšími, viz Dvaasedmdesát jmen české historie.
Corda byl zapojen i do aféry kolem rukopisu Zelenohorského, když 1840 na žádost Františka Palackého provedl chemickou a mikroskopickou expertizu se závěrem, že: „Z přírodně historického stanoviska a z prostého stavu spisu prohlašuje tento dokument za nanejvýš starý.“